# Eskiçokdeğirmen, Kumru
Eskiçokdeğirmen là một xã thuộc huyện Kumru, tỉnh Ordu, Thổ Nhĩ Kỳ. Dân số thời điểm năm 2010 là 1.087 người.